# نظرية محاكاة التقمص الوجداني
ترى نظرية محاكاة التقمص الوجداني (بالإنجليزية: Simulation theory of empathy)‏ أن البشر يتوقعون سلوك الآخرين ويفهمونه من خلال تفعيل عمليات عقلية، والتي بدورها ستنتج سلوكًا مشابهًا إذا انتقلت إلى حيز التنفيذ. ويشمل هذا السلوك المتعمد والتعبير عن المشاعر أيضًا. تنص النظرية على أن الأطفال يستخدمون عواطفهم للتنبؤ بما سيفعله الآخرون. ولذلك نقوم بإسقاط حالاتنا الذهنية على الآخرين.
لا تتناول نظرية المحاكاة التقمص الوجداني بشكل رئيسي، بل هي نظرية عن كيفية فهم الأشخاص لغيرهم، وأنهم يقومون بهذا عن طريق نوع من الاستجابة العاطفية. تستعين هذه النظرية بأدلة حيوية أكثر من النظريات الأخرى، مثل نظرية النظرية.

## أصل النظرية
تعتمد نظرية المحاكاة على فلسفة العقل، إحدى فروع الفلسفة التي تبحث في طبيعة العقل وعلاقته مع الدماغ، وخاصة أعمال آلفين غولدمان وروبرت غوردون. زوّد اكتشاف الخلايا العصبية (العصبونات) المرآتية عند قرود المكاك آلية فيزيولوجية للترميز المشترك بين الإدراك الحسي والفعل (انظر إلى ولفونغ برينز) وفرضية وجود نظام عصبي مرآتي مشابه في العقل البشري. ومنذ اكتشاف النظام العصبي المرآتي، أُجريت دراسات عديدة لاختبار دور هذا النظام في فهم الفعل، والشعور وغيره من الوظائف الاجتماعية.

## تطوّر النظرية
تُفعل العصبونات المرآتية سواء عند القيام بالأفعال أو مراقبتها. يمكن لهذه الوظيفة الفريدة للعصبونات المرآتية أن يفسر كيفية ملاحظة الأشخاص حالات الآخرين وفهمها، عن طريق انعكاس الفعل المشاهد في الدماغ كما لو أنهم هم من قاموا به.
تقترح مجموعتان من الأدلة أن للعصبونات المرآتية عند القرد دور في فهم الفعل. في البداية، يتطلب تفعيل العصبونات المرآتية مؤثرات حيوية مثل اليد أو الفم. لا تستجيب العصبونات المرآتية لفعل بأدوات مثل الزردية. لا تستجيب العصبونات المرآتية إلى المشاهد لوحدها، أو إلى فعل بدون غرض (الأفعال غير المتعدية). وضح أوميلتا وزملاؤه أنه هنالك مجموعة فرعية من العصبونات المرآتية تُثار عندما لا يكون الجزء الهام الأخير من الفعل واضحًا للمشاهد. أظهر المجرّب يده وهي تتحرك باتجاه مكعب وأمسك به، ومن ثم أظهر نفس الفعل ولكن بدون الجزء الأخير المتعلق بإمساك المكعب (بوضع المكعب خلف المطبق). استُثيرت العصبونات المرآتية في الحالتين المرئية وغير المرئية. ومن جهة أخرى، لا تفرَّغ العصبونات المرآتية عندما كان يعلم المشاهد بعدم وجود مكعب خلف المطبق.
ثانيًا، تختلف استجابات العصبونات لنفس الأفعال تبعًا لسياق الفعل. أظهرت تجربة تسجيل خلية واحدة عند القرود الفرق في مستوى في تفعيل العصبونات المرآتية الفموية عند إظهار القرد حركة بفمه معتمدة على السياق (أفعال ابتلاعية مثل مص العصير مقابل أفعال تواصلية عن النفس مثل إصدار صوت بالشفتين أو مد اللسان). أظهرت أيضًا دراسة باستخدام التصوير بالرنين المغناطيسي الوظيفي اختلاف استجابة العصبونات المرآتية لفعل مسك المكعب بالاعتماد على السياق (شرب فنجان قهوة مقابل تنظيف طاولة يتوضع عليها فنجان القهوة).
إحدى انتقادات العصبونات المرآتية أنه طالما تبيّن هذه العصبونات استخدام نفس مجموعة العضلات عند مراقبة الفعل وعند القيام به أيضًا، وبالتالي فإنهم يتنبؤون بالفعل فقط، لا بالمعتقدات أو بالرغبات. وبينما يتصرف شخص بطريقة معينة، فإنهم قد لا يعتقدون أن ما يقومون به هو الشيء الصحيح.

### فهم الشعور
توسّع التمثيل العصبي المشترك للسلوك الحركي ومراقبته إلى مجالات الأحاسيس والمشاعر. تُفعِّل الحركات وتعابير الوجه نفس مناطق الدماغ التي تُفعَّل في التجارب المباشرة. وفي الدراسة باستخدام التصوير بالرنين المغناطيسي الوظيفي، وُجدت نفس مناطق الدماغ المتعلقة بتمثيل الفعل مفعلة عندما يقوم الأشخاص بكل من محاكاة أو مراقبة تعابير الوجه العاطفية كما الفرح، والحزن، والغضب، والدهشة، والاشمئزاز، والخوف.
أدت مشاهدة مقاطع فيديو تعرض تعبير الوجه المشمئز إلى تفعيل الشبكات العصبية المعهودة عند تجربة الاشمئزاز المباشرة. وُجدت نفس النتائج في حالة اللمس. إذ أدت مشاهدة أفلام يلمس فيها شخص الأقدام أو الوجوه إلى تفعيل القشرة الحسية الجسدية المسؤولة عن الشعور المباشر باللمس. يوجد نظام مرآتي مشابه في إدراك الألم. عندما يرى الناس غيرهم يشعرون بالألم، يشعر الناس بالألم ليس عاطفيًا فقط، بل حسيًا أيضًا.
تشير هذه النتائج إلى أن فهم أحاسيس ومشاعر الآخرين لا يكون منساقًا عن طريق الاستدلال الإدراكي لمعنى المؤثرات بل عن طريق التفعيل التلقائي للعصبونات الحسية الجسمية. أظهرت دراسة مجراة على حجم الحدقة مباشرةً أن الإدراك الشعوري هو عملية ذاتية تضبطها الأجهزة المرآتية. عندما رأى الناس وجوهًا حزينةً، أثرت أحجام الحدقة على المشاهدين في إدراك الحالات العاطفية والحكم عليها بدون وعي صريح بوجود اختلافات في حجم الحدقة. عندما كان حجم الحدقة يساوي 180% من الحجم الأصلي، أدرك الناس الوجه الحزين بأقل سلبية وأقل شدة من الوقت الذي كانت فيه الحدقة أصغر أو مساوية لحجمها الأصلي. ترتبط هذه العملية بمناطق من الدماغ مقحمة في العملية الشعورية، هي اللوزة الدماغية. وعلاوة على ذلك، يحاكي حجم حدقة المشاهدين تلك الوجوه الحزينة التي شاهدوها. ونظرًا إلى أن التحكم بحجم الحدقة هو عملية لا إرادية، يكون تغير حجم الحدقة وفقًا للحكم الشعوري مؤشرًا جيدًا إلى أن فهم المشاعر عملية ذاتية. وعلى أي حال، لم تستطع الدراسة إيجاد تأثير لوجوه شعورية أخرى مثل السعادة أو الغضب على حجم الحدقة كما يفعل الحزن.

### الدور المعرفي للتقمص الوجداني
يُعتقد أنه يمكن لفهم أفعال الآخرين ومشاعرهم تسهيل التواصل البشري المجدي. وبالاعتماد على موجودات دراسات التصوير العصبي، اقترح دي فينمونت وسينغر أن التقمص الوجداني عامل أساسي في التواصل البشري بمناقشة دوره المعرفي: «يتيح لنا التقمص الوجداني القيام بتنبؤات أسرع وأكثر دقة عن حاجات الآخرين وأفعالهم واكتشاف الجوانب البارزة في بيئتنا». وقد يتيح الانعكاس العقلي للأفعال والمشاعر فهم البشر لأفعال غيرهم وعلاقتها ببيئتهم، مما يساعد البشر في تحقيق التواصل المجدي.
وفي دراسة بالاعتماد على التصوير بالرنين المغناطيسي الوظيفي، طُرح النظام المرآتي على أنه ركائز عصبية مشتركة تتواسط تجارب المشاعر الأساسية. قام المشتركون بمشاهدة مقاطع فيديو تتناول تعابير وجه سعيدة، وحزينة، وغاضبة، ومشمئزة، وقاسوا معاملهم للتقمص الوجداي (إي كيو). وجدوا أن مناطق دماغية معينة ذات علاقة بالمشاعر الأربعة ترتبط بالإي كيو بينما يرتبط النظام المرآتي (أي، التلفيف الجبهي السفلي الظهري الأيسر/القشرة أمام الحركية) بالإي كيو لكل المشاعر. فسّر المؤلفون هذه النتائج كدليل على أن إدراك الفعل يتواسط إدراك الوجه للإدراك الشعوري.